# Lugaži
Lugaži (est. Luke, niem. Luhde) – miasto na Łotwie w pobliżu granicy z Estonią. Administracyjnie należy do pagastsu Valka w novadsie Valka. W 2015 roku zamieszkane przez 260 osób.
W mieście znajduje się stacja kolejowa. Do 2008 była końcową dla linii z Rygi. Od 2008 przywrócony został ruch międzynarodowy i wszystkie pociągi przekraczają granicę do estońskiego miasta Valga.